# El concursante
El concursante es una película colombiana de 2019 dirigida y coescrita por Carlos Osuna. ,Protagonizada por Ronaldo Tejedor Simarra, Elena Díaz y Daniel Moncada, fue estrenada el 7 de noviembre de 2019 en los cines colombianos.

## Sinopsis
En Cartagena, una empresa de condimentos ofrece dos mil ollas a presión a las personas que presenten los envases de sus productos. Cristóbal, un joven humilde se dispone a hacer el cambio y hace fila desde la noche anterior para aprovechar la promoción y así darle un gusto a su madre. Sin embargo, Cristóbal se da cuenta de que las 2000 ollas prometidas no alcanzarán para satisfacer ni a una pequeña parte de las personas de la fila.

## Reparto
- Ronaldo Tejedor Simarra es Cristóbal.
- Abelina Suárez es la madre de Cristóbal.
- Daniel Moncada es Arturo.
- Elena Díaz es Mary.
- Kissinger Miranda es Juancho.
- Braian V. Aburaad es Pipe.
- Sunami Rodríguez es Milena.